# Luis Alberto Soto Colque
Luis Alberto Soto Colque, auch bekannt als Qara Q’ompo („Lederball“; * 14. Mai 1973 in Mejía, Provinz Islay, Region Arequipa, Peru), ist ein peruanischer Sportjournalist und Fußballkommentator, der durch seine auf Cusco-Quechua kommentierten Fußballübertragungen bekannt geworden ist.

## Werdegang
Luis Alberto Soto Colque wurde 1973 in Mejía in der Region Arequipa geboren. Er wuchs in der Region Cusco auf und ging an die Sekundarschule Colegio Nacional Inmaculada Concepción (CNIC) in Sicuani. Er studierte Biologie an der Universidad Nacional de San Antonio Abad del Cusco (UNSAAC).
Soto begann 2003 damit, Nachrichten und Kommentare auf Quechua zu sprechen, als der Club Cienciano aus Cusco den Club Atlético River Plate aus Buenos Aires besiegte und so die Copa Sudamericana 2003 gewann. Soto war Korrespondent von Radio Mundo und hatte ausschließlich auf Spanisch kommentiert, doch als Cienciano den Pokal gewonnen hatte, begann er in der Sendung in seiner Muttersprache, dem Cusco-Quechua, zu sprechen. Er beschloss, ein Vokabular für Fußball-Ausdrücke auf Quechua vorzubereiten, um in Zukunft ganze Spiele in seiner Muttersprache kommentieren zu können.
2018 kommentierte er Spiele der Fußball-Weltmeisterschaft 2018 in Russland (insbesondere jene, an denen Peru beteiligt war) auf Quechua, wozu er Monate lang mit Videos von Fußballspielen geübt und er mehr als 500 Fachausdrücke vom Spanischen ins Cusco-Quechua übertragen hatte. Für den Fußball schuf er den Begriff Qara Q’ompo („Lederball“), was auch sein Spitzname wurde. Soto hat auch Spiele des Frauenfußballs in Peru kommentiert.
2020 während der COVID-19-Pandemie befand sich Soto eine Weile in Quarantäne in seinem Heimatort Chumo im Distrikt Sicuani und sprach von dort aus traditionelle Erzählungen auf Cusco-Quechua, die online übertragen wurden.

## Politik
2018 war Soto für die konservative Christliche Volkspartei (Partido Popular Cristiano, PPC) Kandidat auf das Amt der Regionalregierung von Cusco und 2022 erneut für dieses Amt, diesmal jedoch für die konservative Partei Renovación Popular.